# Хърватска чиста партия на правата
Хърватската чиста партия на правата (на хърватски: Hrvatska čista stranka prava) е дясна консервативна патриотична политическа партия, основана през 1992 г. в Хърватия. Партията е представена в местните парламенти на Сплит и Сплитско-далматинска жупания. Тя има силен католически уклон. Обявява се против абортите и гей браковете. Хърватската чиста партия на правата се противопоставя на италианския и сръбския иредентизъм.

## Връзка с България
От 13 до 15 април 2012 г. в Загреб се провежда кръгла маса, посветена на бъдещето на ЕС и националистическия поглед към него. Събитието се организира от Хърватската чиста партия на правата. Присъстват националистически партии и организации от цяла Европа, включително представители на българската ВМРО - БНД, водени от нейния заместник-председател Ангел Джамбазки, който участва с доклад. След конференцията се провежда шествие в подкрепа на генерал Анте Готовина, в което се включват и гостите от България, Унгария, Белгия и Франция.